# Powiat Lüchow-Dannenberg

Podział administracyjny powiatu Lüchow-Dannenberg

Powiat Lüchow-Dannenberg (niem. Landkreis Lüchow-Dannenberg) – powiat w niemieckim kraju związkowym Dolna Saksonia. Siedziba powiatu znajduje się w mieście Lüchow (Wendland). Najbardziej na wschód położony powiat kraju związkowego.

## Podział administracyjny
Powiat Lüchow-Dannenberg dzieli się na trzy gminy zbiorowe (Samtgemeinde), w skład których wchodzi 27 gmin (Gemeinde), w tym pięć miast (Stadt), trzy miasta (Flecken) oraz dwa obszary wolne administracyjnie (gemeindefreies Gebiet).
Gminy zbiorowe:
| Lp. | Nazwa gminy       | Ludność (31.12.2008) | Powierzchnia km² | Liczba gmin |
| --- | ----------------- | -------------------- | ---------------- | ----------- |
| 1   | Elbtalaue         | 21 229               | 422,39           | 11          |
| 2   | Gartow            | 3 820                | 134,15           | 6           |
| 3   | Lüchow (Wendland) | 24 916               | 561,05           | 12          |

## Współpraca
Miejscowość partnerska powiatu:
- Steglitz-Zehlendorf, Berlin